# Šedý klín
Šedý klín je optický šedý filtr užívaný ve fyzice, jehož optická hustota se mění podle jisté čáry v rovině (obvykle přímka či kružnice) a to buď stupňovitě nebo plynule. Termín „šedý filtr“ neoznačuje konkrétní barvu filtru, ale absorpci tohoto zpravidla skleněného či fóliového filtru nezávislou na vlnové délce. Používá se ke zmenšování intenzity optického záření.
Ve fotografii se filtry s šedým klínem používají pro dosažení rovnoměrné expozice na ploše snímku, nejčastěji při fotografování krajin; zabrání se tím přeexponování oblohy resp. podexponování spodní části snímku.
Šedý klín se také používá v senzitometrii a denzitometrii jak transparentní, tak na odrazné, např. papírové podložce. Nasnímaný šedý klín pomáhá určit správnou expozici a tonalitu snímku, nebo kinematografického filmu.